# T-28
T-28 – czołg średni konstrukcji radzieckiej z okresu przed II wojną światową.

## Historia
W końcu lat 20. XX wieku, Armia Czerwona nie posiadała nowoczesnego czołgu średniego. Będące w wyposażeniu wojska czołgi T-24 były już przestarzałe. Zachodziła konieczność wymiany sprzętu. Próbowano zakupić w Wielkiej Brytanii czołgi A6. Nie udało się to, ponieważ miały one trafić do uzbrojenia armii brytyjskiej. Konstruktorzy sowieccy postanowili zbudować własny pojazd. Zadania podjęły się dwa zespoły konstrukcyjne: jeden złożony ze słuchaczy akademii im. F. Dzierżyńskiego, a drugi - KB-3, złożony m.in. z inżynierów Ginsburga, Zasławskiego i Iwanowa. Prototyp nowego wozu powstał w czerwcu 1932 w zakładach Bolszewik w Leningradzie. Był to pojazd z wieżą główną uzbrojoną w armatę 76,2 mm i dwie wieże pomocnicze z karabinami maszynowymi 7,62 mm. Produkcja seryjna czołgów ruszyła w połowie września 1932. Uruchomiono ją w zakładach Krasnyj Putiłowiec w Leningradzie. W 1933 fabryka została przemianowana na Zakłady Kirowskie (LKZ). 11 sierpnia 1932 nowy pojazd został przyjęty do uzbrojenia Armii Czerwonej. 1 maja 1933 pokazano publicznie 12 pierwszych wozów. 10 na defiladzie na Placu Czerwonym w Moskwie, a 2 w Leningradzie. Ogółem wyprodukowano 503 takie czołgi.

## Wersje
- T-28 – podstawowa wersja produkcyjna.
- T-28A – wersja szybka ze zmodyfikowaną skrzynią biegów i reduktorami, osiągająca 55,8 km/h; produkowana seryjnie w l. 1936-1937.
- T-28B - koncepcja czołgu kołowo-gąsienicowego z 1934 roku.
- IT-28 - czołg mostowy, prototyp Fabryki Kirowskiej w 1940 r.
- SU-8 - projekt działa samobieżnego z 76,2 mm armatą przeciwlotniczą wz. 1931.
- T-29 - wersja kołowa-gąsienicowa z zawieszeniem na drążkach skrętnych, trzy egzemplarze: T-29-4, T-29-5 i T-29 wzorcowy zbudowane w l. 1934-36, różniące się opancerzeniem i szczegółami konstrukcji.
- T-29-C - projekt czołgu kołowo-gąsienicowego o wzmocnionym opancerzeniu, 1937.

## Służba
Czołgi T-28 brały udział w agresji na Finlandię. Uczestniczyły także w agresji na Polskę w liczbie 203 czołgów i w walkach z Japończykami w 1939. W czasie wojny z Finlandią, czołg używany był głównie do niszczenia fińskich bunkrów. Okazało się wówczas, że opancerzenie T-28 jest zbyt cienkie. Z tego powodu przedni pancerz został pogrubiony z 50 mm do 80 mm. Czołgi brały też udział w pierwszej fazie wojny z Niemcami. 1 czerwca 1941 Armia Czerwona miała jeszcze 481 sztuk T-28. Po opracowaniu i wdrożeniu do produkcji czołgu T-34 zaprzestano wytwarzania T-28. Kilka ocalałych pojazdów walczyło w lecie 1944 w składzie 90. pcz.